# 地球停转之日
是一部1951年的美国黑白科幻电影，导演罗伯特·怀斯。由埃德蒙·H·诺斯编剧，根据哈里·贝茨於1940年的科幻短篇小说《Farewell to the Master》改编。电影由邁克爾·雷尼、帕翠夏·尼爾、薩姆·賈菲和休·馬洛主演。著名配樂則由伯納德·赫爾曼作曲。
故事講述一个名叫克拉圖（Klaatu）的類人類的外星人访客来到地球，带着一个强大的机器人，对人类发出最后通牒。

## 劇情
外星飛碟穿入大氣層後以驚人的速度飛掠而過，並降落於美國首都近郊。美軍包圍飛碟，嚴陣以待。記者與一般民眾混雜其間。飛碟開啟閘門，走出一個人型生物，表示自己為和平而來。當他掏出一樣東西並向前走時，一名軍人情急開槍，人型生物倒地。其後飛碟又走出一個高大的金屬人型，嚇走閒雜人等後以高熱射線融化軍隊各項武器，解除其武裝。倒地的人型生物下令金屬人Gort住手，起身後表示自己所拿出的物事是獻給總統的禮物，以促進對地外生物的瞭解。軍方高層適時趕到，將中槍的生物送醫。
總統秘書赴醫院向這名自稱克拉圖的外星人致歉並交流。克拉圖聲稱他不作私下談話，因為他所要宣達的事涉及全人類。他要與地球上所有國家的代表會面後直接宣佈。總統秘書稱，基於時勢，無法作這種安排。克拉圖再次強調，各國間的紛爭非所介懷，因為事關地球上所有生物。總統秘書答應轉告克拉圖的要求，但也表示他認為克拉圖小題大作。
金屬人型在克拉圖下令住手後即停在原地。軍方企圖打破這機器人及飛碟的外殼進行研究，但不得其法，僅能確定兩者材質相同。醫院檢驗出，克拉圖的身體組織結構與地球人並無二致，推斷其母星的環境與地球差異不大。克拉圖以隨身藥品迅速癒合自己傷口，令醫生們為自己的落後感到心情低落。總統秘書對克拉圖表示，總統已照其要求廣邀各國領導會面，但光會面地點就無法令所有人都滿意。克拉圖對地球政治環境的幼稚感到不解，想要接近各方以瞭解民情。總統秘書表示這不可能。而醫院警衛將克拉圖鎖在病房中。
克拉圖自病房中失蹤，輿情洶湧，多所揣測。實則克拉圖化名卡本特，以一般人的身份租屋居住。房東太太第二天外出約會，「卡本特先生」自願照顧她多話的小兒子，並一同在城市中到處觀光。
他們到了阿靈頓公墓看望小男孩父親的墓，卡本特對於眾人為國捐軀表示不解，說他來的地方沒有戰爭。因為一文不名，卡本特拿隨身的鑽石換了小男孩的兩塊零錢。又一同參與圍觀飛碟以滿足小孩的好奇心。卡本特向小孩解說飛碟的核動力及其性能，遭其他民眾訕笑。由於想要會見地球上最偉大的人，卡本特聽從小孩的說法，拜訪大科學家Jacob Barnhardt教授。
由於教授不在家，又不輕易見客。卡本特決定留下訊息。他在教授黑板上的天文學公式中作些記號，並寫下兩條新公式。教授果然派人來找他，以解決自己百思不得其解的其餘問題。由於教授認為卡本特的理論缺乏驗證，卡本特稱自己的理論已由星際飛行驗證過，他就是克拉圖。
克拉圖稱由於人類即將發展出核動力太空船探訪外太空，將對星際和平產生負面影響。若人類一意孤行，整個地球可能會被毀滅。他不願對任何個人透露解決方案，要求與所有要人們會面，一次性提出。教授願意負責召集科學界的同儕，但覺得這樣還不夠，需要聚集各領域的要人才行。於是要求克拉圖展現其力量，要夠戲劇性，影響全球，但不傷人。克拉圖答應於次日正午展示。
克拉圖回到租屋處，以卡本特的身份過夜。房東太太的男友不喜歡「卡本特先生」過於接近她們母子，認為他來歷不明。房東太太自己也心存疑慮，告訴兒子別太過麻煩卡本特便出門約會。克拉圖借來手電筒後偷偷出門，向飛碟停放處而去。小男孩見其行為鬼祟，便偷偷跟蹤，驚見克拉圖閃爍手電筒對Gort下令。Gort放倒哨兵後與克拉圖一同進入飛碟。
受到驚嚇的小男孩趕回家中，等到母親及其男友回家後告知一切。母親當他只是作了惡夢，男友上樓找「卡本特」未果，只在地板上發現一顆鑽石。小男孩告知他也用兩塊錢向「卡本特先生」換了兩顆。各人帶著滿腹疑竇道別。
克拉圖在午餐時間找上房東太太，探問對她兒子所言有何看法。由於時當中午，兩人所搭乘的電梯中途停電。非僅如此，全球所有機械，不論是什麼燃料什麼動力，盡皆停擺，只有醫院等維生必要系統除外。政府高層緊急會商，幾乎要宣佈全國緊急狀態。教授知道這是克拉圖的力量，他所召集的要人們全都等不及要會面。克拉圖在電梯中向房東太太自揭身份，並要求她為了地球的前途作出適當的決定。但她男友已將撿獲的鑽石送交珠寶商鑑定，得知非地球產物，於是知道女友小兒子所言為真。
克拉圖回到租屋處打算等到會面時間。房東太太找上她男友探問。男友堅持對外宣佈此事以便成名。他連絡上追捕外星人的將軍。房東太太急召計程車趕回家，先軍隊一步接走克拉圖，向教授住所而去。軍隊沿路監視，待進入小路即四面合圍。克拉圖擔心自己出事後Gort的反應將不可測，甚至會毀滅地球，於是告知房東太太制止Gort的指令。
克拉圖下車奔逃時中槍倒地，拼著最後一口氣要求房東太太到飛碟停放處對Gort說出指令。軍方將克拉圖的屍身停放於警局中。Gort本已被封進比鋼鐵更堅硬的新材料中，在偵測到克拉圖斷氣時融掉封住它的材料並汽化哨兵。房東太太適時趕抵說出指令，被Gort帶進飛碟內。Gort到達警局，破牆帶走克拉圖，回到飛碟內復活他。
教授在飛碟前召開了集會，但被軍方勒令解散。但在眾人仍留在原地時，克拉圖在Gort的伴隨下走出飛碟。宣告人類必須放下暴力行為，否則將被星際社會視為威脅而遭鏟除。他們自己的文明建造Gort以維持治安並安享和平，而地球必須自行決定未來的路。他說完後即進入飛碟，飛離地球。

## 主要演员
- 邁克爾·雷尼（英语：Michael Rennie） 饰 克拉圖（英语：Klaatu (The Day the Earth Stood Still)）
- 帕翠夏·尼爾 饰 Helen Benson
- 比利·格雷（英语：Billy Gray (actor)） 饰 Bobby Benson
- 休·馬洛（英语：Hugh Marlowe） 饰 Tom Stephens
- 薩姆·賈菲（英语：Sam Jaffe (actor)） 饰 Professor Jacob Barnhardt
- 弗朗西斯·巴維爾（英语：Frances Bavier） 饰 Mrs. Barley
- 洛克·馬丁（英语：Lock Martin） 饰 Gort（英语：Gort (The Day the Earth Stood Still)）
- 弗蘭克·康羅伊（英语：Frank Conroy (actor)） 饰 Mr. Harley
- 泰勒·麥克維（英语：Tyler McVey） 饰 Brady（未掛名）

## 隱喻

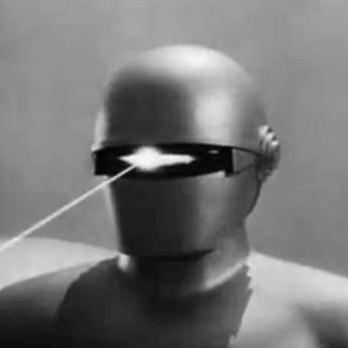
機器人Gort

在一个1995年采访时，制片人朱利安·布劳斯坦说，美国电影协会（MPAA）在二十世纪福克斯的审查员约瑟夫·布林，不樂意看到克拉图复活和拥有无限力量。在MPAA要求下，加一个片段被：当海伦问克拉图高特是否有无限的力量来主宰生死，克拉图解释说他只是暂时恢复了元气，“权力保留给全能的灵。”
关于这个小片段，剧作家埃德蒙·诺斯补充说，“这是我的私人小笑话。因为我不希望表达这个观点，所以从来没有与布劳斯坦或怀斯讨论过。我原本希望隐藏关于神的比喻。”事实上，这个问题在接受记者采访时甚至得到了证明，这种比较没有隐藏，但它们是微妙的，大多数观众不会立即明显的发现要将克拉图比作基督。例如克拉图从医院逃脱时，他窃取了“少校卡朋特（Carpenter意为“木匠”）的服装，耶稣从他的父亲约瑟那里学习了木工。最后他复活，上升到天空。

## 軼聞
機器人GORT由身高七呎七（略高於姚明）的巨人演員套著塑膠衣飾演。雖然他出奇的高，但體力其實弱於常人，穿著笨重的塑膠衣又令他行動不便，實在沒辦法承擔額外的重量。所有GORT抱著人行走的畫面，全都是以鋼絲懸吊輔助，或以質輕的假人取代，並以鏡位避免穿幫。

## 外部連結
- 互联网电影数据库（IMDb）上《地球停转之日》的资料（英文）
- TCM电影资料库上《地球停转之日》的资料（英文）
- AllMovie上《地球停转之日》的资料（英文）
- 美国电影学会目录上的《The Day the Earth Stood Still》（英文）
- Box Office Mojo上《The Day the Earth Stood Still》的資料（英文）
- 爛番茄上《The Day the Earth Stood Still》的資料（英文）
- The Day the Earth Stood Still at the Internet Movie Script Database